# Ormen (film, 1966)
Ormen (Berättelsen om Iréne) är en svensk dramafilm från 1966 i regi av Hans Abramson. Den bygger på Stig Dagermans roman Ormen.

## Om filmen
Filmen premiärvisades 25 april 1966 på biograf Vågen i Luleå. Filmen spelades in i Filmstaden i Råsunda, Solna med exteriörer från Stockholms omgivningar och Böketofta järnvägsstation nära Svalöv i Skåne av Mac Ahlberg. Som förlaga har man den första delen av Stig Dagermans debutroman Ormen som utgavs 1945. 
Vid visningen vid den svenska filmveckan i Montréal i november 1966 förbjöds filmen på grund av sina vålds- och sexscener av censuren i den kanadensiska delstaten Québec. I London visades filmen under titeln The Serpent i oktober 1967 på en av stadens mer kända porrbiografer.
Den kvinnliga huvudrollsinnehavaren Christina Schollin belönades med Guldbaggen för Bästa kvinnliga skådespelare i en huvudroll.

## Roller
- Christina Schollin - Iréne Sandström
- Harriet Andersson - Wera, servitris
- Hans Ernback - Bill Stenberg
- Tor Isedal - sergeant Bohman
- Gudrun Brost - Maria Sandström, Irénes mor
- Brita Öberg - Agda Morin
- Eddie Axberg - springpojken
- Lars Passgård - Gideon
- Björn Gustafson - Mattsson
- Tommy Nilson - Berndt Claesson
- Morgan Andersson - Åke
- Lars Edström - Pjatten
- Margareta Sjödin - Inga
- Signe Stade - Ing-Lis
- Hans Bendrik - furir Svensson
- Pierre Lindstedt - soldat